# Saint-Étienne-d'Albagnan
Saint-Étienne-d'Albagnan é uma comuna francesa na região administrativa da Occitânia, no departamento de Hérault. Estende-se por uma área de 22.7 km², e possui 305 habitantes, segundo o censo de 2018, com uma densidade de 13 hab/km².